# المرتضى المحطوري
المرتضى بن زيد المحطوري (14 مايو 1954م - 20 مارس 2015) من علماء الزيدية اليمنيين وأستاذ بكلية الشريعة في جامعة صنعاء ورئيس معهد بدر العلمي والثقافي في اليمن ومؤسس كرسي الفقه الزيدي بجامعة المذاهب الإسلامية.

## سيرة
ولد المحطوري في 13 رمضان 1373هـ الموافق 14 مايو 1954م في قرية بني أسد في عزلة حجر، مديرية المحابشة، في محافظة حجة اليمنية. درس القرآن الكريم في كُتّاب قريته، ثم رحل إلى بلدة المحابشة، في محافظة حجّة، والتحق بالمدرسة العلمية، ولم يستمر فيها؛ إذ انتقل إلى مدينة صنعاء؛ فدرس في الجامع الكبير وفي عدد من المساجد وبيوت العلماء المشهورين في اليمن والقراء، وعلى العلامة محمد حسين الجلالي من إيران، وعلى أبي القاسم الخوئي من العراق، ونال الشهادتين الإعدادية والثانوية.
حصل على شهادة البكالريوس سنة 1982م، من جامعة صنعاء، وحصل منها على درجة الماجستير سنة 1987م، والتحق بجامعة القاهرة، وحصل على درجة الدكتوراه من كلية الحقوق عام 1994م.
أصبح المحطوري أستاذاً في كلية أصول الدين والحقوق بجامعة صنعاء، وأسس مركز بدر الإسلامي في صنعاء، وهو مركز يُعنى بقضايا الثقافة والتراث الأهلي وتتبعه جمعية خيرية ومسجد، ورأس المركز، وقاد نشاطه، وهو خطيب مسجده، ويدرس فيه. وكان عضوًا في جمعية علماء اليمن وعضوًا في الاتحاد العالمي لعلماء المسلمين وكان نائب رئيس المجمع العالمي للتقريب بين المذاهب الإسلامية.

## كرسي الفقه الزيدي
في فبراير 2015، افتتح المحطوري، بجامعة المذاهب الإسلامية بطهران، كرسيًا للفقه الزيدي، وشرح أساسيات تدريس هذا الفقه. كان المحطوري أيضًا أحد الأعضاء المؤسسين للمجمع العالمي للتقريب بين المذاهب الإسلامية في اليمن.

## مؤلفات
مؤلفاته المطبوعة:
- عدالة الرواة والشهود (رسالة الدكتوراه).
- السيرة النبوية.
- مختصر في علم التجويد.
- مختصر في العقيدة.
- مباحث في أصول الفقه.
- شرح مختصر على متن الكافل.
- بحوث حول التقريب بين المذاهب.
- قصة موسى مع ابنتي شعيب.

ومالم يطبع:
- متشابه القرآن.
- بحث حول خروج الزيدية وخروج الخوارج.
- الوصية والوقف.
- قصة نبي الله يوسف.
- بحث حول عرض السنة على القرآن.

## الوفاة
توفي في 20 مارس 2015 إثر التفجيرات الإرهابية في مساجد صنعاء. تبنى تنظيم الدولة الإسلامية (داعش) المسؤولية عن الهجمات.